# Elwood (Indiana)
Elwood és una població dels Estats Units a l'estat d'Indiana. Segons el cens del 2000 tenia 9.737 habitants.

## Demografia
Segons el cens del 2000, Elwood tenia 9.737 habitants, 3.845 habitatges, i 2.660 famílies. La densitat de població era de 1.059 habitants/km².
Dels 3.845 habitatges en un 32,7% hi vivien nens de menys de 18 anys, en un 52,9% hi vivien parelles casades, en un 11,9% dones solteres, i en un 30,8% no eren unitats familiars. En el 26,9% dels habitatges hi vivien persones soles el 12,1% de les quals corresponia a persones de 65 anys o més que vivien soles. El nombre mitjà de persones vivint en cada habitatge era de 2,5 i el nombre mitjà de persones que vivien en cada família era de 3.
Per edats la població es repartia de la següent manera: un 26,3% tenia menys de 18 anys, un 7,9% entre 18 i 24, un 28,8% entre 25 i 44, un 22,3% de 45 a 60 i un 14,8% 65 anys o més.
L'edat mediana era de 37 anys. Per cada 100 dones de 18 o més anys hi havia 90,5 homes.
La renda mediana per habitatge era de 30.986$ i la renda mediana per família de 36.239$. Els homes tenien una renda mediana de 31.527$ mentre que les dones 19.947$. La renda per capita de la població era de 15.402$. Entorn de l'11,7% de les famílies i el 15,2% de la població estaven per davall del llindar de pobresa.

## Poblacions properes
El següent diagrama mostra les poblacions més properes.